# Tyrotama bicava
Espèce
Synonymes
- Tama bicava Smithers, 1945

Tyrotama bicava est une espèce d'araignées aranéomorphes de la famille des Hersiliidae.

## Distribution
Cette espèce se rencontre en Namibie, en Angola et en Afrique du Sud.

## Description
Le mâle mesure 4,9 mm et les femelles de 5,8 à 7,5 mm.

## Systématique et taxinomie
Cette espèce a été décrite sous le protonyme Tama bicava par Smithers en 1945. Elle est placée dans le genre Tyrotama par Foord et Dippenaar-Schoeman en 2005.

## Publication originale
- Smithers, 1945 : « The Hersiliidae (Araneae) of South Africa. » Transactions of the Royal Society of South Africa, vol. 31, p. 1-18.